# Carposina plumbeonitida
Carposina plumbeonitida là một loài bướm đêm thuộc họ Carposinidae. Nó là loài đặc hữu của Kauai và Hawaii.